# Custódia da Terra Santa
A Custódia da Terra Santa (em latim: Custodia Terræ Sanctæ) é uma instituição católica que tem por objetivo proteger e zelar pelos locais cristãos na Terra Santa. Está sediada no Convento de São Salvador, em Jerusalém.
Atualmente a Custódia trabalha em Israel, Palestina, Jordânia, Síria, Líbano, Egito e nas ilhas do Cipro e Rodi.
Além do trabalho dos franciscanos, por meio da Custódia da Terra Santa, os monumentos históricos do cristianismo, bem como os cristãos residentes na Terra Santa, também recebem cuidados de outras instituições como o Patriarcado Latino de Jerusalém, a Ordem Equestre do Santo Sepulcro de Jerusalém., a Igreja Apostólica Armênia e Igreja Ortodoxa Grega além da própria Santa Sé. Conta-se também o trabalho de voluntários de todo o mundo.

## História
A Custódia da Terra Santa surge praticamente junto com a Ordem dos Frades Menores, em 1217. Francisco de Assis em peregrinação à Terra Santa, entrou em diálogo com o sultão Camil, em Damieta, Egito, tentando não só convencê-lo a permitir a presença dos Franciscanos em Jerusalém, como também convertê-lo, sem sucesso, ao cristianismo.
Com a criação da Ordem Franciscana, frades são enviados para diversos cantos do mundo visando criar as Províncias franciscanas. Na Terra Santa, criou-se a chamada Província da Terra Santa. A comprovação documental da presença de franciscanos na Terra Santa se dá com uma bula papal de Gregorio IX datada de 1º de fevereiro de 1230. Bula esta que recomendava aos Patriarcas de Antioquia e de Jerusalém, aos Núncios da Santa Sé, a todos os Arcebispos e Bispos, aos Abades, aos Priores, aos Superiores, aos Decanos, aos Arcediaconos e a todos os Prelados da Igreja os quais teriam contato com a Bula, de acolher e favorecer em todos os modos a Ordem dos Frades Menores.
Em 21 de novembro de 1342, com as bulas Gratias Agimus e Nuper Carissimæ, o Papa Clemente VI reconhece jurídicamente a existência da província franciscana na Terra Santa e institui a Custódia da Terra Santa, existente até os dias atuais.
A fundação e reconhecimento da Custódia se dá não só pela manutenção dos monumentos considerado sacros pelos cristãos, mas também para que sirvam como referência arquitetônica dos templos da época de Jesus Cristo.

## Galeria

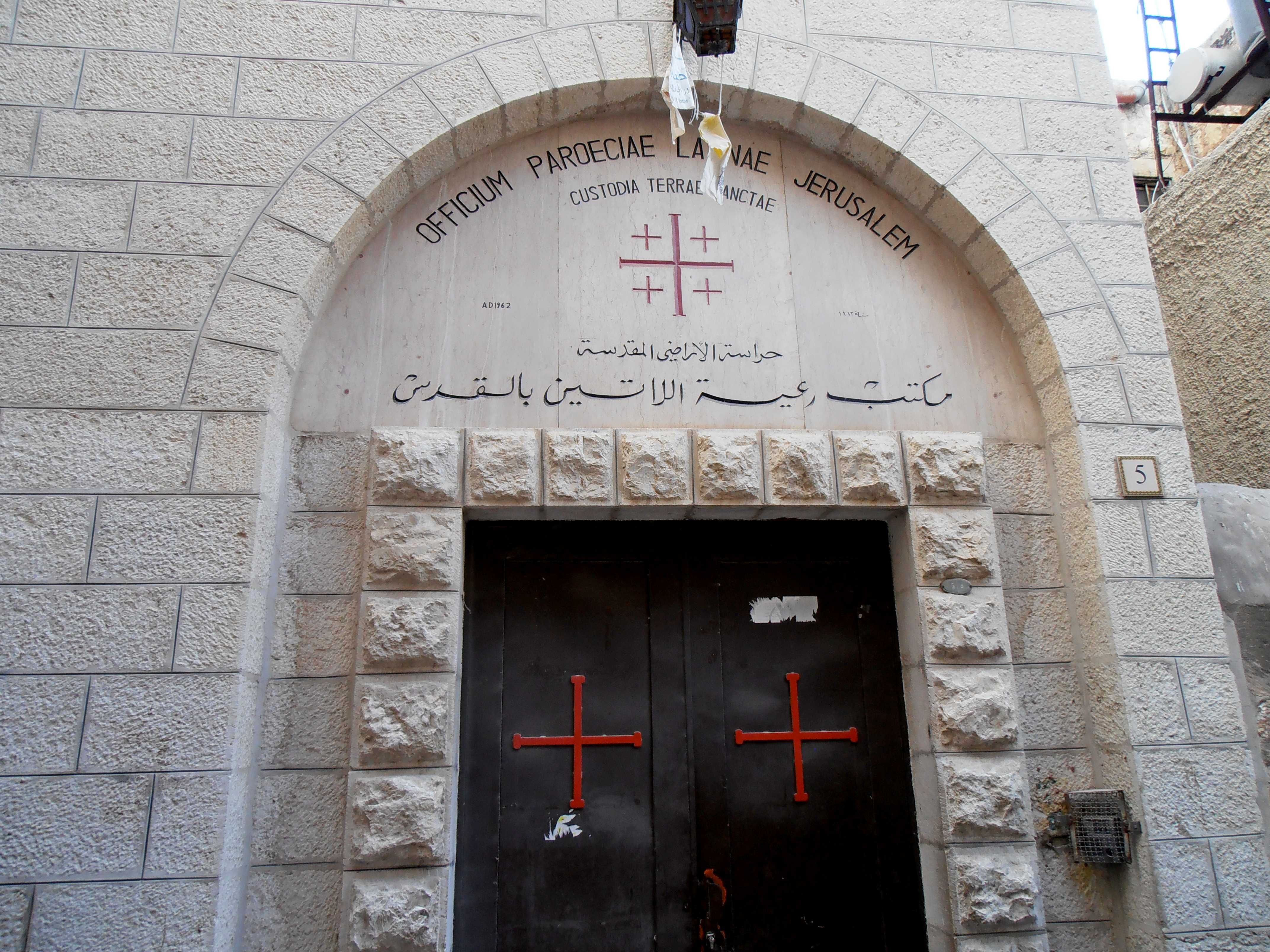
Sede da Custódia em Jerusalém (externo).
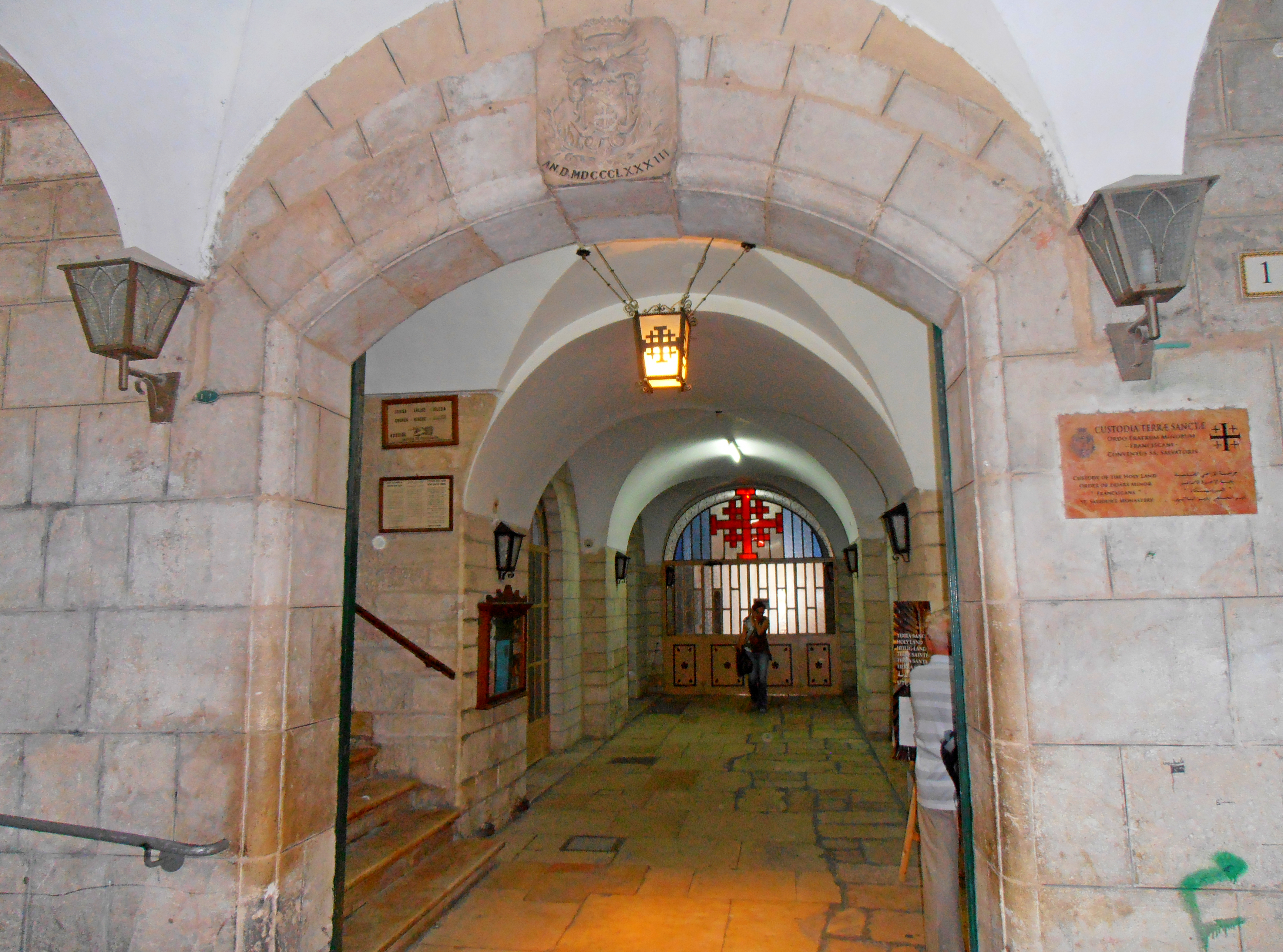
Sede da Custódia em Jerusalém (interno).
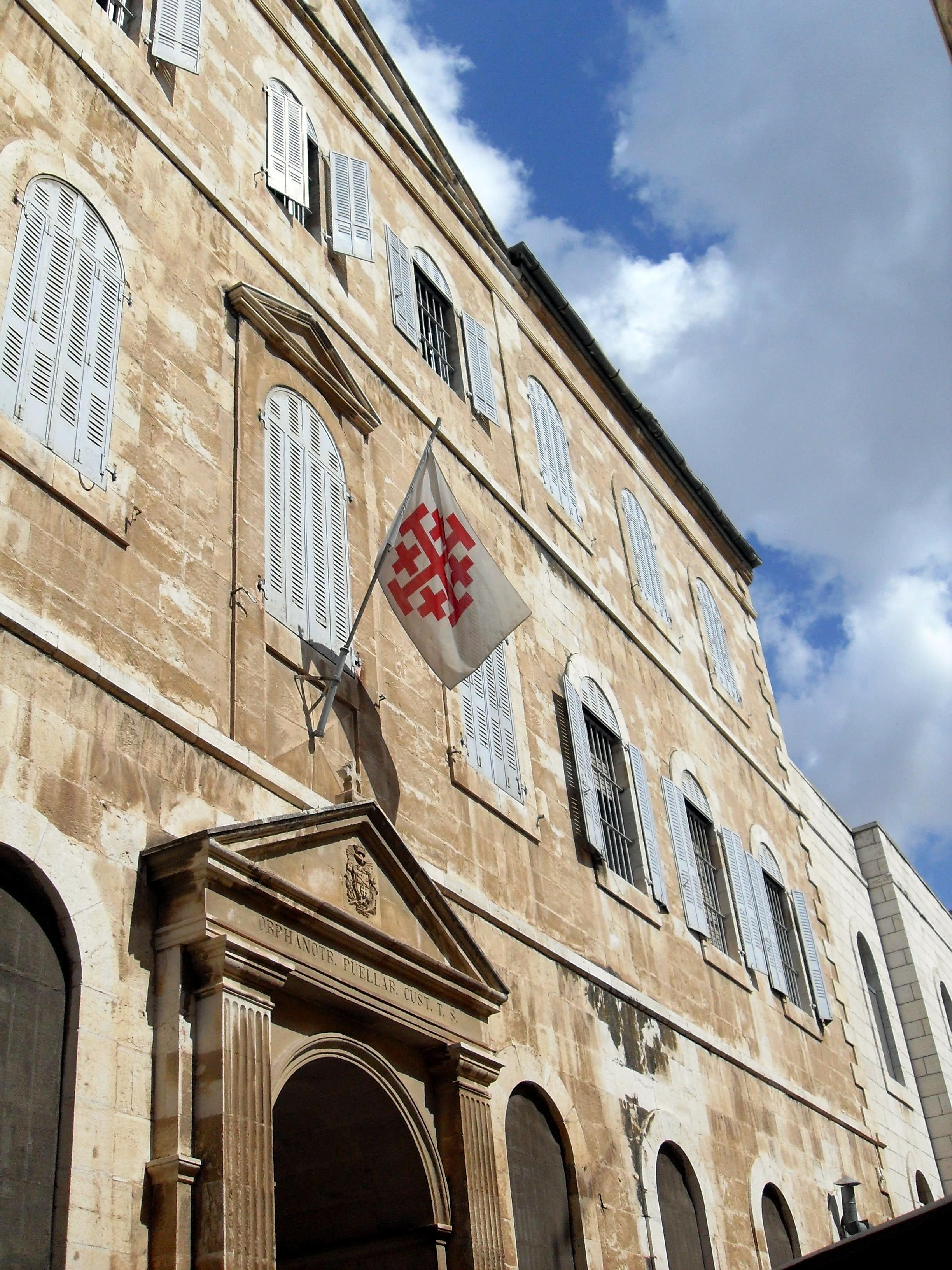
Orfanato de garotas administrado pela Custódia da Terra Santa.